# Federation Park
Federation Park ist eine Community des karibischen Inselstaates Trinidad und Tobago und ein Stadtteil der Hauptstadt Port of Spain.

## Status
Die kleinste administrative Einheit in Trinidad und Tobago ist die Community, vergleichbar der deutschen Ortslage. Eine Community kann im urbanen Raum nur einige Straßenzüge, im ländlichen Raum aber auch große Gebiete umfassen. Trinidad und Tobago ist administrativ unterteilt in 612 Communities, Federation Park ist eine davon. Der Begriff „Stadtteil“ hat in Trinidad und Tobago lediglich eine informelle Bedeutung.

## Lage und Einrichtungen
Federation Park liegt im Nordwesten Port of Spains im Westen des Stadtteils St. Clair. Nördlich grenzt es an Ellerslie Park und westlich an St. James. Das Viertel ist über die wenige Meter entfernte Saddle Road, die zwischen der Queen’s Park Savannah und dem nördlich gelegenen Santa Cruz verläuft, an die Innenstadt von Port of Spain angebunden. Da es sich um ein Wohnviertel handelt, gibt es nur wenige infrastrukturelle Einrichtungen, darunter ein Ärztezentrum und das trinidadische Forensikzentrum. Unmittelbar östlich des Viertels befindet sich mit der Ellerslie Plaza ein größeres Einkaufszentrum. Die Botschaft von Peru befindet sich im Viertel. Die preisgekrönte Steelband Panazz Players, mittlerweile im Stadtteil Cascade beheimatet, war in den 2000er-Jahren in Federation Park ansässig. Im äußersten Süden von Federation Park gelegen sind die Außensportanlagen der im Stadtteil Downtown gelegenen Mittelschulen St. Joseph’s Convent (Jungen) und St. Mary’s College (Mädchen).

## Geschichte
Federation Park wurde 1958 als Planstadt gegründet. Kurz zuvor war auf Betreiben der Kolonialmacht Großbritannien ein Zusammenschluss britischer Kolonien in der Karibik gegründet worden, die Westindische Föderation. Designierte Hauptstadt des Staates war Chaguaramas, ein Gebiet nordwestlich von Port of Spain in der Region Diego Martin. Da Chaguaramas aber im Zweiten Weltkrieg im Rahmen des Zerstörer-für-Stützpunkte-Abkommens an die Vereinigten Staaten verpachtet worden war und diese dort eine Marinebasis unterhielten, die sich nicht verlassen wollten, wurden die Regierungseinrichtungen der Westindischen Föderation kurzfristig in Port of Spain installiert. Federation Park, damals Brachland am Nordwestrand der Stadt, wurde als Wohngebiet für führende Regierungsangehörige der Föderation errichtet und nach der Föderation benannt. Zusätzlich wurden die meisten Straßen des Viertels nach den Mitgliedsstaaten der Föderation benannt.
Die Planungen sahen einen räumlich großzügig gestalteten Villenvorort vor. Im Gegensatz zum engen, schachbrettartig aufgebauten Stadtkern von Port of Spain verfügte Federation Park über geschwungene Straßenverläufe, ruhige Sackgassen, einen Park und weitere Grünflächen. Unter Federführung des Ingenieurs Austin Fridal, der zuvor schon für die Planung des Flughafengebäudes des Piarco International Airport zuständig gewesen war, entstanden durch verschiedene Architekten binnen 117 Werktagen 24 Einfamilienhäuser unterschiedlicher Gestaltung mit jeweils drei Schlafzimmern. Bis 1960 war die Zahl auf 85 angewachsen. Der Trinidad Guardian bezeichnete das Viertel als „fesselnde Abenteuerfahrt in das Talent und in die unterschiedlichen Stile Trinidads führender Architekten“. Unter den Architekten war Anthony Lewis, der als erster und angesehenster Architekt des Staates Trinidad und Tobago gilt und später zahlreiche prägende Bauten in Port of Spain errichtete.
Nach dem Ende der Westindischen Föderation wurden die Villen höheren Beamten des neuen Staates Trinidad und Tobago zugänglich gemacht. Die Immobilien blieben dabei im Besitz des trinidadischen Staates, nur wenige gelangten auf den freien Markt. Erst 2019 fiel der Administration auf, dass sie das Eigentum an zahlreichen Immobilien, in denen mittlerweile zum Teil Erben der ursprünglichen Nutzer illegal lebten, besaß, und begann mit einer Neustrukturierung.